# 口哨糖

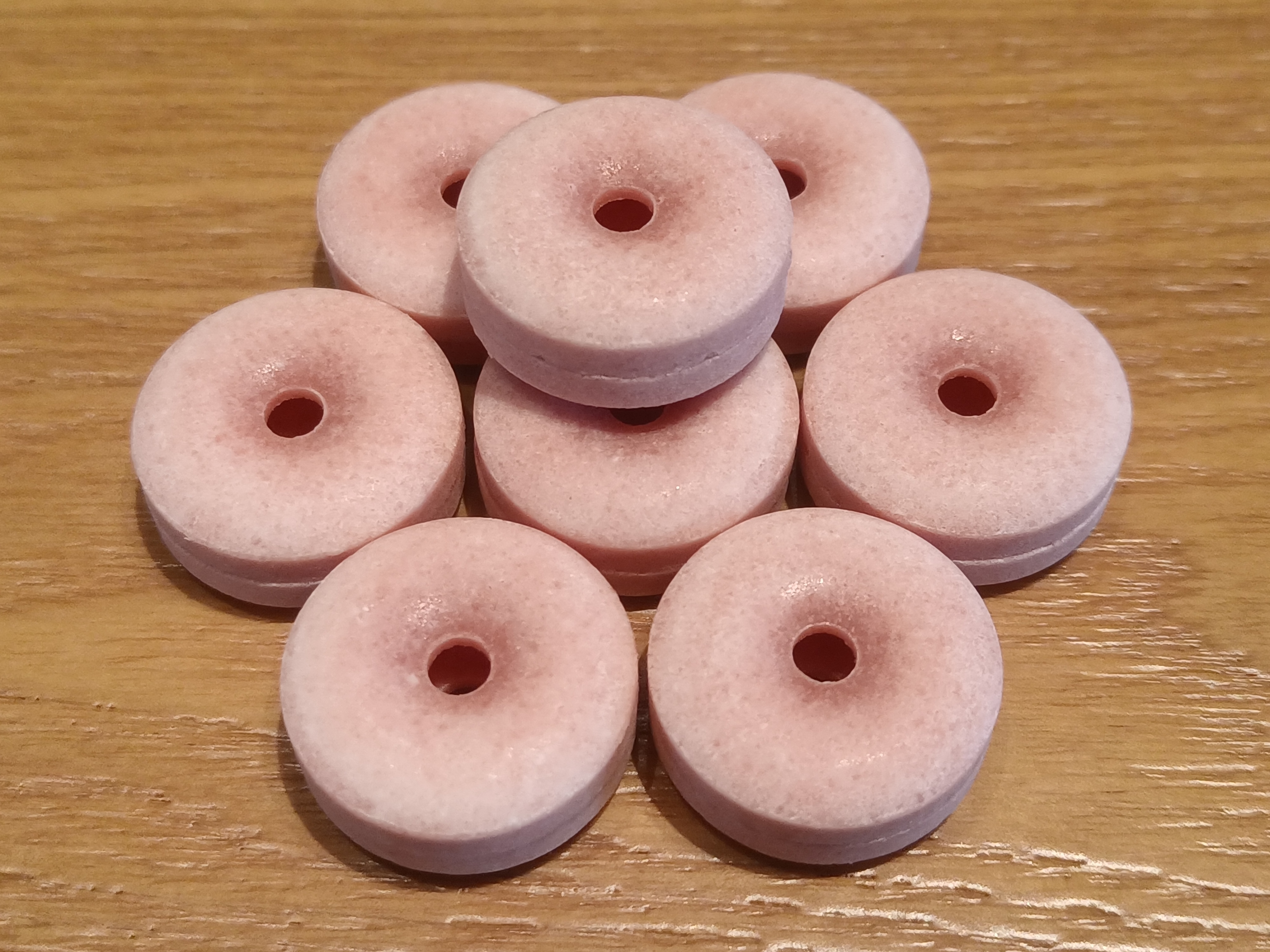
可利斯草莓味口哨糖

口笛糖（日语： Fuegamu */?），又稱口哨糖、BB糖、嗶嗶糖，是1953年大阪的可利斯公司開發，基於「笛成型技術」（大阪錠菓製造商丹信堂技術）、「ガム原料粉末化技術」、「模製食材貼合技術」三項技術，於1960年正式機械化生產上市之產品。
口笛糖是1970年代至1980年代流行的零食，帶薄荷味和甜味，其造型為中心有一個小孔的糖片，由兩塊糖片組成。將小孔正對前方，以上、下嘴唇含住並吹氣，會有口哨的聲音出現，因而受到小孩們的歡迎。